# Landamt Karlsruhe
Das Landamt Karlsruhe war eine von 1810 bis 1864 bestehende Verwaltungseinheit im Land Baden mit Sitz in Karlsruhe. Nach einigen Verwaltungsreformen liegt sein Gebiet teilweise im Stadtkreis Karlsruhe, der Rest im ebenfalls baden-württembergischen Landkreis Karlsruhe.

## Lage
Der Amtsbezirk erstreckte sich in der Oberrheinischen Tiefebene über das unmittelbare und weiter nördlich gelegene Umland Karlsruhes zwischen Rhein im Westen und Hardtwald im Osten. Es umfasste den Unterlauf der Alb und reichte im Norden bis zu dem der Pfinz.

## Geschichte
Bereits wenige Jahre nach der Gründung von Karlsruhe 1715 waren die Orte im Umfeld der neuen Residenz in einem gemeinsamen Verwaltungsgebiet zusammengefasst worden. Dieses Oberamt Karlsruhe umfasste neben der Stadt mehrere schon länger bestehende Ämter. Das Oberamt überstand den Übergang der Markgrafschaft über das Kurfürstentum zum Großherzogtum Baden in napoleonischer Zeit weitgehend unverändert. Aufgrund des Novemberediktes von 1809 wurde es 1810 aufgelöst, Karlsruhe wurde als Stadtamt mitsamt Schloss Gottesaue und Klein-Karlsruhe eigenständig. Das neu gegründete Landamt setzte sich zusammen aus den Orten Mühlburg, Eggenstein, Friedrichstal, Hochstetten, Knielingen, Linkenheim, Rüppurr, Schröck (Leopoldshafen) sowie Welsch- und Teutschneureut vom alten Oberamt. Hinzu kamen vom Amt Ettlingen die Orte Grünwinkel, Daxlanden, Beiertheim, Bulach und Scheibenhardt und vom Oberamt Durlach Rintheim, Blankenloch, Büchig bei Karlsruhe, Spöck und Staffort. 1810 wurden noch Hagsfeld von Durlach, Anfang 1819 Graben, Liedolsheim und Rußheim vom Stadt- und Ersten Landamt Bruchsal zugewiesen. Im Zuge der Rheinbegradigung veränderte sich die Westgrenze zur bayrischen Pfalz geringfügig.
Seinen Sitz hatte das Amt in der Adlerstraße in der Karlsruher Innenstadt. 1864 wurde die Stadt mit dem Landamt zu einem gemeinsamen Bezirksamt vereinigt. Nachdem das Bezirksamt Karlsruhe über Jahrzehnte in seinem Umfang weitgehend unverändert geblieben war, wurden ihm zwischen 1924 und 1937 zahlreiche Gemeinden anderer aufgelöster Bezirksämter angeschlossen. Mit Inkrafttreten der Landkreisordnung vom 24. Juni 1939 wurde die Stadt Karlsruhe wieder eigenständig, der Rest bildete den Landkreis Karlsruhe.

## Gemeinden und Einwohner
1833 hatte das Landamt 20.578 Einwohner, davon 17.267 evangelisch, 3.226 Katholiken, 23 Mennoniten und 62 Juden. Sie verteilten sich auf die 23 Gemeinden wie folgt:
- Beiertheim 548
- Blankenloch 1.221, davon in Schloss Stutensee 16
- Büchig 175
- Bulach 713, davon in Scheibenhardt 27
- Daxlanden mit der Abtsmühle 1.376
- Eggenstein 1.256
- Friedrichstal 833
- Graben 1.445
- Grünwinkel 346
- Hagsfeld 691
- Hochstetten 440
- Knielingen 1.393
- Leopoldshafen 581
- Liedolsheim 1.501
- Linkenheim 1.036
- Mühlburg 1.217
- Rintheim 560
- Rüppurr 1.007
- Rußheim 940
- Spöck 985
- Staffort 673
- Teutschneureuth 1026
- Welschneureuth 615

Bis zu zur Auflösung des Landamts blieb diese Struktur unverändert. Das neue Bezirksamt umfasste daher, mit dem hinzugekommenen Karlsruhe, 24 Gemeinden.

## Leiter der Verwaltung
Die Leitung der Verwaltung, als Obervogt oder Oberamtmann, hatten inne:
- 1810–1822: Christoph Jakob Eisenlohr
- 1822–1844: Carl von Fischer
- 1844–1864: Wilhelm Bausch

## Übergeordnete Behörden
Übergeordnete Behörden waren von 1809 bis 1819 der Pfinz- und Enzkreis, bis 1832 der Murg- und Pfinzkreis, mit Sitz jeweils in Durlach, ab da der Mittelrheinkreis, zunächst in Rastatt, seit 1847 in Karlsruhe.